# حلاج‌آباد
حلاج‌آباد روستایی است که در استان اردبیل، شهرستان پارس‌آباد، بخش تازه کند، دهستان محمودآباد قرار دارد.

## جمعیت
بر اساس سرشماری سال ۱۳۸۵ جمعیت این روستا ۶۹۶ نفر با ۱۲۵ خانوار بوده‌است.